# Raúl Ricutti
Raúl Ricutti (Mataderos, Buenos Aires, Argentina, 1926 – misma ciudad, 6 de octubre de 1987) fue un actor de cine del siglo XX.

## Carrera
Ricutti fue un importante actor cómico de reparto que actuó en unas 45 películas junto a grandes estrellas de la época dorada argentina como Pepe Marrone, Alberto Olmedo, Jorge Porcel, Jorge Barreiro, Virginia Lago, Zulma Faiad, Luis Dávila, Érika Wallner, Maurice Jouvet, Nathán Pinzón, Fidel Pintos, entre muchos otros.
En televisión se le recuerda por su labor como soporte de Tato Bores en sus ciclos dominicales. 
También trabajó en recordadas publicidades, entre ellas, la de una golosina llamada "Angelito Negro".

### Filmografía
- 1956: Los torturados
- 1959: El candidato
- 1960: Héroes de hoy
- 1960: Los acusados
- 1961: Asalto en la ciudad como un Pasajero en colectivo
- 1962: Mi novia es otra
- 1962: Operación "G" como Policía
- 1963: Alias Flequillo como un Preso
- 1963: La chacota
- 1963: Rata de puerto
- 1965: Canuto Cañete, detective privado como el Frutero
- 1966: Las locas del conventillo
- 1966: Hotel alojamiento....boxeador
- 1966: Escándalo en la familia
- 1970: Un elefante color ilusión
- 1970: Este loco verano
- 1971: Los neuróticos
- 1971: Pájaro loco
- 1973: Yo gané el prode... y Ud.?...cliente descompuesto en agencia de Prode
- 1973: La casa del amor
- 1974: Un viaje de locos
- 1974: Minguito Tinguitela Papá
- 1974: Operación Guante Verde
- 1975: Mi novia el......portero de night club
- 1975: Los chiflados dan el golpe
- 1975: No hay que aflojarle a la vida
- 1976: Don Carmelo Il Capo
- 1976: La isla de los dibujos
- 1977: Las aventuras de Pikín
- 1977: Millonarios a la fuerza
- 1978:  Con mi mujer no puedo
- 1978: La rabona
- 1979: Custodio de señoras...portero agencia investigaciones
- 1979: Las muñecas que hacen ¡pum!
- 1979: Cuatro pícaros bomberos
- 1980: Comandos azules
- 1980: Así no hay cama que aguante...jardinero
- 1980: A los cirujanos se les va la mano...esposo parturienta
- 1980: Operación Comando
- 1980: Tiro al aire
- 1981: Las mujeres son cosa de guapos
- 1981: El bromista
- 1986: Los colimbas se divierten como el Verdulero
- 1987: Obsesión de venganza como el Portero
- 1987: Galería del terror como mozo de restaurante

### Televisión
- 1970:  Tato siempre en domingo junto al cómico Tato Bores.
- 1971:  Tato, siempre Tato
- 1973:  Dígale sí a Tato
- 1974:  Alberto Vilar, el indomable
- 1978:   El tío Porcel

### Teatro
En teatro se destacó junto a intérpretes de renombre de la escena nacional como Ulises Dumont, Miguel Ligero, Cayetano Biondo, Margarita Corona, entre otros.